# Палаусько-японські відносини

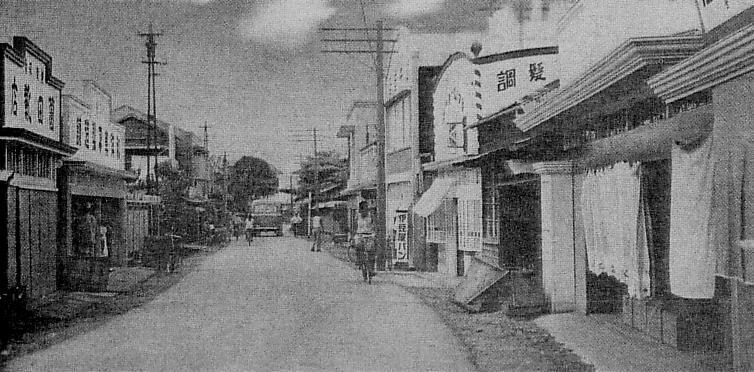
Штат Корор під керуванням Японії

Палаусько-японські відносини - двосторонні дипломатичні відносини між Палау та Японією.

## Історія
До Першої світової війни Палау був частиною Німецької Нової Гвінеї. З початком конфлікту у Європі, 23 серпня 1914 Японія також оголосила війну Німеччині. Після початку війни жителі острова Палау зганяли свій гнів на японських торговцях, які повністю домінували в торгівлі з палауанцями. Декілька людей з Палау всерйоз попросили у начальника станції офіційного дозволу скинути японців, які живуть на Палау, в море.
У вересні — грудні 1914 японський флот окупував колонії Німеччини в Тихому океані, до якої входили сучасна Мікронезія, Маршаллові Острови, Північні Маріанські Острови та Палау.
На Паризькій мирній конференції вирішено, що острови стануть частиною Південного Тихоокеанського мандату в рамках Ліги Націй, а Корор призначений адміністративним центром мандата. Під владою Японії на Палау значно зросли рибальство, сільське господарство та гірничодобувна промисловість. За цей період Палау певною мірою досягло самодостатності.
Під час Другої світової війни на острові була японська військова база. 
Японське управління островами припинилося після поразки Японії у Другій світовій війні. Мандат Південних морів став підопічною територією Тихоокеанських островів і перебував під керуванням США.
1 жовтня 1994 Японія визнала незалежність Палау від США і 2 листопада того ж року встановила офіційні дипломатичні відносини з нею. Посольство Японії в Корорі відкрилося в 1999.

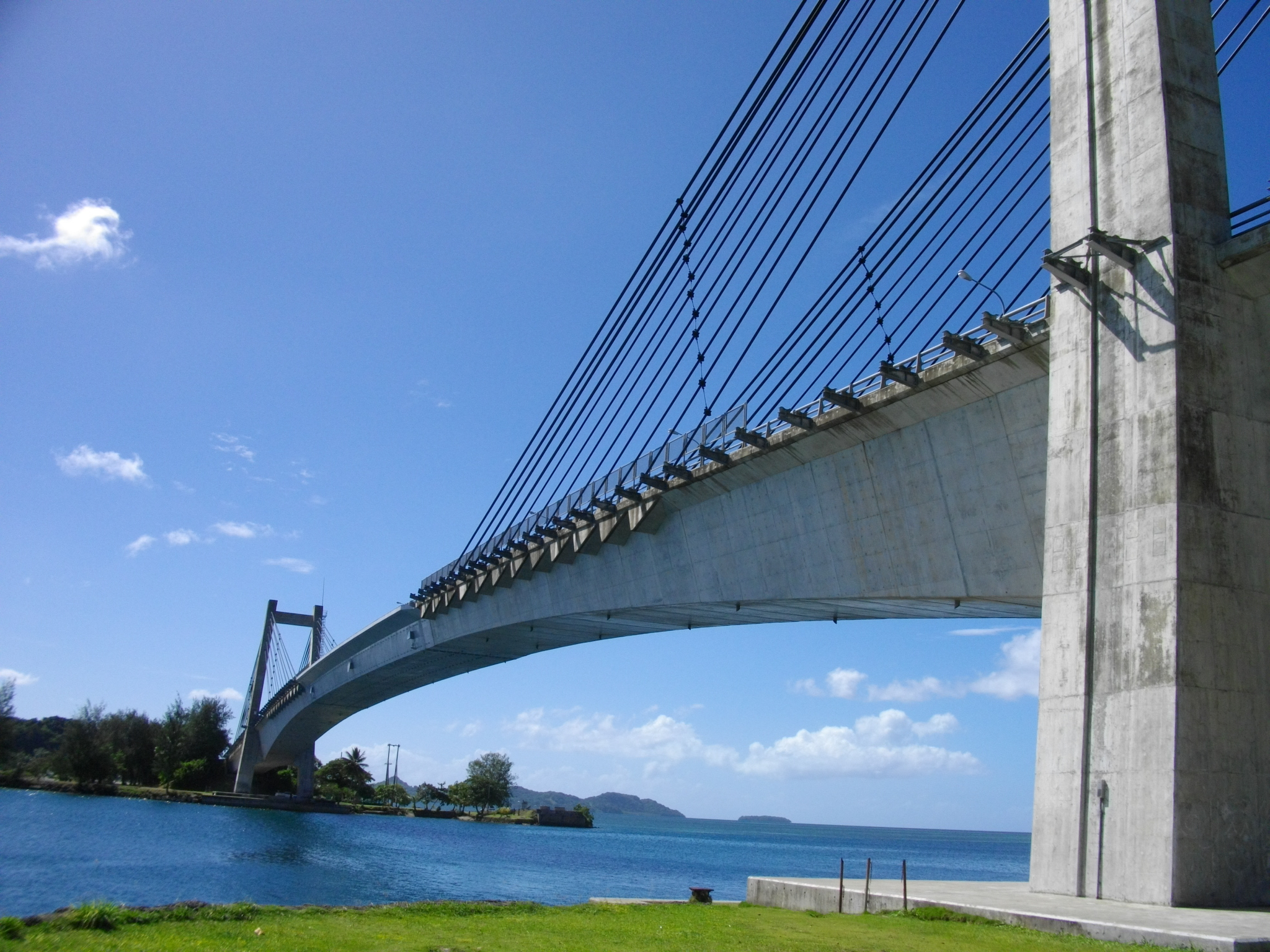
Міст дружби Японії та Палау

## Культурні відносини
Як колишня японська колонія, Палау перебував під впливом японської культури. У сучасній палауській мові багато слів, запозичених з японської мови, таких як «дайдзьобу», «окьяку», «денкі» та «сенкьо». Місцева кухня острова також має вплив японців.

## Економічні відносини

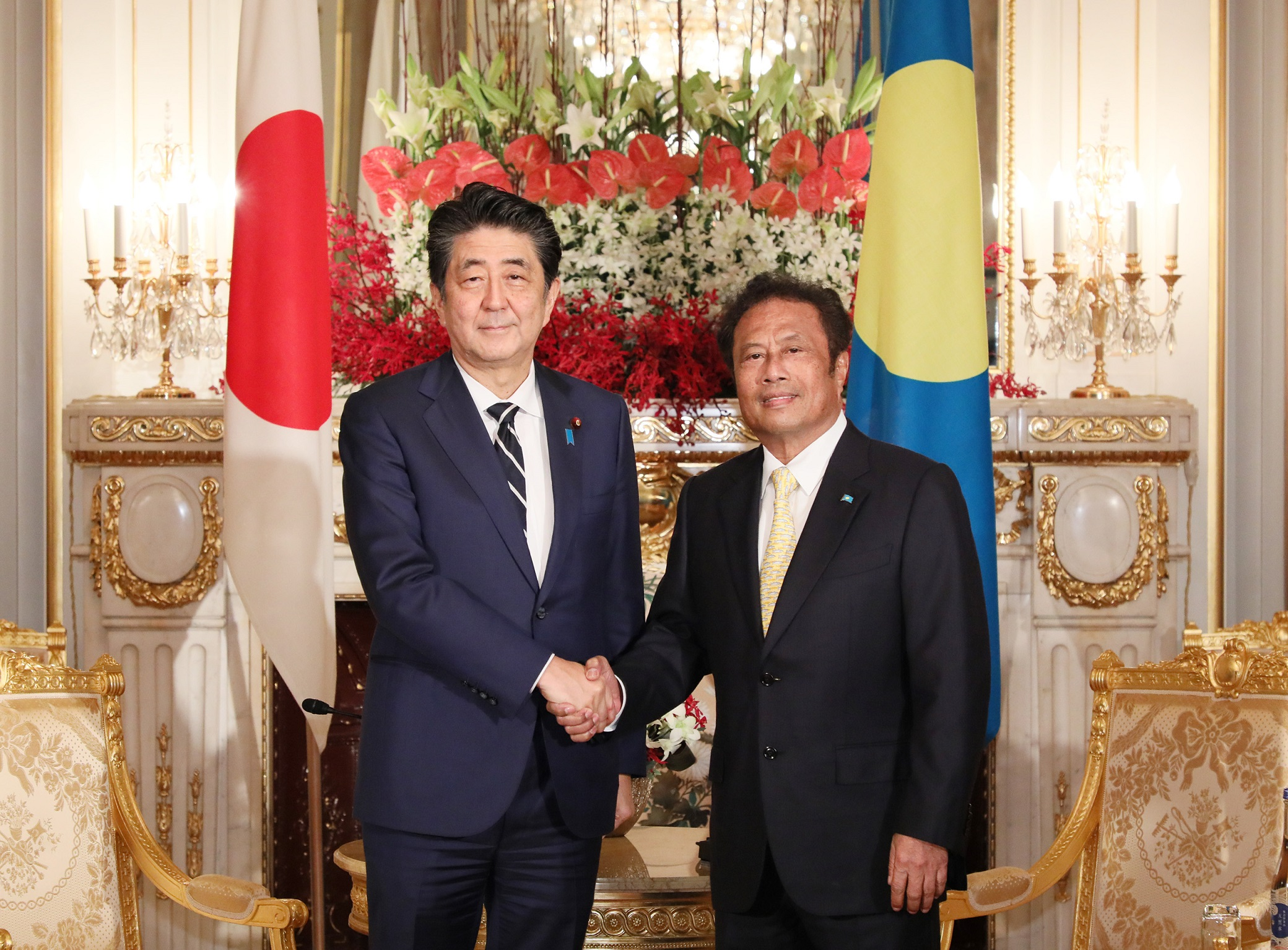
Прем'єр-міністр Японії Сіндзо Абе з президентом Палау Томасом Ременгесау 21 жовтня 2019

Судноплавні компанії з експорту тунця, що знаходяться в Палау, в основному поставляють тунець сорта сашимі в Японію. Ліцензування рибальських суден із Японії залишається джерелом іноземної валюти між Палау та Японією.
У минулому Палау підтримувала права Японії на китобійний промисел, але в червні 2010 відмовилася від цієї підтримки на користь пропозиції квоти на вилов, що розглядається Міжнародною комісією з промислу китів. Президент Палау Джонсон Торібіонг заявив, що зміна політики його країни не вплине на відносини між Японією та Палау. Він також пояснив, що Японія «досить зріла», щоб прийняти позицію Палау щодо китобійного промислу.

## Відносини у сфері безпеки
Щоб знешкодити бомби Другої світової війни, що залишилися на морському дні Палау, Японія направила туди Японську службу з розмінування. Операції з їхнього знищення розпочалися у травні 2013 і тривали близько півтора року.

## Туризм
Туризм - одна з основних галузей Палау. Більшість туристів приїжджають сюди з Японії та Тайваню.